# Intel 4004
Intel 4004 je 4-bitni mikroprocesor kojeg je razvila američka tvrtka Intel, a na tržištu se pojavio 1971. Za mnoge je Intel 4004 bio prvi jednokomponetni komercijalni mikroprocesor.  

## Povijest razvitka
Ideja oko razvoja jednokomponentnog mikroprocesora nije bila nova ideja. Godine 1967. Lee Boysel napisao je manifest o mikroelektronici i razvoju mikroprocesora dok je radio za tvrtku Fairchild.  Razvojem industrije integriranih krugova ovaj produkt je bio dostupan no bilo je pitanje koja tvrtka biti prva s jednokomponentim mikroprocesorom.  Inače tvrtka Phase-Four Systems je već započela raditi na svom proizvodu od 1968. godine i tvrtka Intel nije htjela biti van novih razvijanja.  
Tvrtka Intel sastavila je tim. Marcian Hoff, koji nije bio dizajner čipova, 1969. je arhitektonskim prijedlogom pridonio projektu MCS-4 ali nije sudjelovao u razvoju istoga. Dizajn je započeo kasnije, u travnju 1970., kada je Federico Faggin, fizičar rođen u Italiji, zaposlen u Intelu kao šef projekta i projektant cijele game MCS-4. Faggin je bio prvi dizajner poluvodičkih čipova koji je uspio integrirati cijelu centralnu jedinicu računala (CPU, engl. Central Processing Unit) u jedan jedini poluvodički krug godine 1970. – 1971. i time napravio prvi mikroprocesor na svijetu.
Intel je preuzeo Faggina iz Fairchilda gdje je on razvio originalnu tehnologiju MOSFET tranzistora s polisilicijskim zasunom (engl. Silicon Gate,  SGT) 1968., i gdje je također napravio prvi komercijalni integrirani krug koji je koristio tehnologiju polisilicijskog zasuna, Fairchild 3708.

### Izumi i prveci
U Intelu je Faggin stvorio novu metodologiju dizajna polisilicijskog zasuna koja prije nije postojala (jer je SGT bio potpuna novost i koristio se samo za memorije) i doprinio je mnogim temeljnim izumima koji su omogućili stvaranje prvog mikroprocesora u jednom čipu: 
• izum „zakopanog kontakta“ (engl. burried via) koji je dozvoǉavao neovisan spoj između samo dva susjedna sloja, ne povezujući dakle sve slojeve na čipu, i bio je kǉučan za izravno spajanje zasuna tranzistora s vaǌskim kontaktom; 
• izum „bootstrap load“ koji je korišteǌem polisilicijskog sloja proizveo dovoǉno dobre kondenzatore na čipu, da postigne izlazni napon logičkih sklopova jednak naponu napajaǌa;
• vrlo napredan raspored na čipu;
• izumi mnogih inovativnih strujnih krugova, npr. novi statični MOS posmačni registar;
• novi tip brojača i novi sklop za automatsko početno postavǉaǌe kod ukǉučeǌa (power-on reset) (patent US3,753,011))

### Utjecaj na industriju
Masatoshi Shima, logički i softverski dizajner, bez ikakvog prijašnjeg iskustva u dizajnu čipova, asistirao je Fagginu pri razvoju MCS-4 i kasnije mu se pridružio u Zilogu, prvoj firmi specijaliziranoj isključivo za mikroprocesore, koju su osnovali Federico Faggin i Ralph Ungerman krajem 1974. Faggin i Shima su zajedno razvili mikroprocesor Z80 koji se još uvijek proizvodi (2020.).

## Tehnička svojstva
- Takt: 750 kHz
- Tehnologija: 10 μm PMOS
- Harvardska arhitektura: odvojeno spremište za podatke i program
- Adrese: 12-bitne
- Naredbe: 8-bitne
- Podaci: 4-bitni
- Broj naredbi: 48

Logički nivoi:
| Simbol | Min     | Maks    | Jedinica |
| ------ | ------- | ------- | -------- |
| VSS-DD | +15-5%  | +15+5%  | V        |
| VIL    | VDD     | VSS−5.5 | V        |
| VIH    | VSS−1.5 | VSS+0.3 | V        |
| VOL    | VSS−12  | VSS−6.5 | V        |
| VOH    | VSS−0.5 | VSS     | V        |

## Mikroarhitektura i raspored izvoda
Kliknite na slike za punu veličinu.
|  |  |  |

## Integrirani krugovi koji su razvijeni kao cjelina za Intel 4004
- 4001: 256-byte ROM (256 8-bit program naredbe), i jedan ugrađeni 4-bitni ulazno/izlazni port.[2]
- 4002: 40-bajtni RAM (80 4-bit data riječi)
- 4003: 10-bitni paralelni izlaz za tipkovnice, zaslone, pisače
- 4008: 8-bit address latch
- 4009: programski i U/I pristupni pretvarač za standardnu memoriju i U/I integrirane krugove
- 4269: sučelje za tipkovnicu i zaslon
- 4289: memorijsko sučelje (spaja funkcije 4008 i 4009)